# Lubomia (gmina)
Pour la localité, voir Lubomia.
Lubomia est une gmina rurale du powiat de Wodzisław, Silésie, dans le sud de la Pologne. Son siège est le village de Lubomia, qui se situe environ 12 km à l'ouest de Wodzisław Śląski et 56 km au sud-ouest de la capitale régionale Katowice.
La gmina couvre une superficie de 41,83 km2 pour une population de 8 023 habitants.

## Géographie
La gmina inclut les villages de Buglowiec, Buków, Grabówka, Ligota Tworkowska, Lubomia, Nieboczowy, Nowy Dwór, Syrynia et Trawniki.
La gmina borde les villes de Pszów, Racibórz et Wodzisław Śląski, et les gminy de Gorzyce, Kornowac et Krzyżanowice.